# Sam Williamson
Samuel "Sam" Williamson, född 19 december 1997, är en australisk simmare.

## Karriär
I februari 2024 vid VM i Doha tog Williamson guld på 50 meter bröstsim. Han ingick även i det australiska mixade medleylaget som tog silver på 4 x 100 meter mixad medley.